# حسن مشرف نفیسی
دکتر حسن خان مشرف‏‌الدوله نفیسی (زاده ۱۲۷۶ خورشیدی در تهران) که نام خانوادگی مشرف نفیسی برگزید، روزنامه‌نگار، قاضی، وکیل دادگستری و از کارگزاران اقتصادی دوره پهلوی بود که عملکردش در مسئولیت‌های مختلف در آن دوره بسیار آماج انتقاد و اتهام شد. او از مؤسسان شرکت سهامی بیمه ایران بود اما بیش از هر چیز نامش به عنوان وزیر دارایی ایران در دوران اشغال در جنگ جهانی دوم یاد می‌شود که سیاست‌هایش به افت شدید ارزش پول کشور انجامید.

## خانواده
میرزا حسن خان از خاندان نفیسی کرمان بود که از چند قرن قبل در این شهر به طبابت اشتغال داشته‌اند و نسب آن‌ها به حکیم برهان‌الدین نفیس بن عوض بن حکیم کرمانی از معروف‌ترین پزشکان قرن نهم هجری و پزشک دربار الغ بیک بن شاهرخ بن تیمور گورکانی می‌رسد. پدرش میرزا على‌اكبر ناظم‌‏الاطباء نفیسى پزشک دربار و از رجال دوران قاجار بود. برادر همسر او دکتر علی امینی در دوران محمدرضا شاه پهلوی به نخست وزیری رسید.

## آغاز کار
حسن زیر نظر پدر تحصیل کرد و سپس براى ادامه تحصیل به اروپا رفت و از دانشگاه پاریس در حقوق و اقتصاد دکترا گرفت. پس از بازگشت به ایران مدتى كوتاه در عدلیه به قضاوت پرداخت و رئیس محكمه تجارت شد. سپس وكالت دادگسترى را پیشه خود ساخت و مدتها وكیل شركت نفت ایران و انگلیس بود. روزنامه‏‌اى به نام ایران جوان نیز انتشار داد كه زیاد دوام نكرد و تعطیل شد.  در تأسیس شركت سهامى بیمه ایران با دكتر آقایان زحماتى كشید و از سال ۱۳۱۶ تا ۱۳۲۰ ریاست هیئت مدیره این شركت را عهده‌‏دار بود. 

## جواهرات سلطنتی
پنج روز پس از کناره‌گیری رضا شاه از سلطنت، محمدعلی فروغی با فشار انگلیسى‌‏ها مشرف نفیسی را  به عنوان وزیر دارایی کابینه خود به مجلس معرفی کرد. آغاز وزارت او با فشار مطبوعات و نمایندگان مجلس همراه بود که می‌خواستند از سرنوشت جواهرات سلطنتی اطلاع بیابند که شایع شده بود، رضا شاه آنها را با خود برده و توضیح وزیر دارایی پیشین، عباسقلی گلشائیان و نماینده مجلس در هیئت نظارت بر خزانه بانک مالی نیز آن‌ها را قانع نکرده بود. در نتیجه، کمیسیونی مرکب از نمایندگانی از مجلس، دولت، دادستانی کل و دیوان عالی کشور تشکیل شد تا وضعیت جواهرات سلطنتی را گزارش کنند. 
مشرف نفیسی در هشتم آبان ۱۳۲۰ به مجلس گزارش کرد که همه جواهرات جز هشت حلقه انگشتر، یک گوشواره و ۵۴ دانه مروارید در خزانه بانک ملی موجود بوده است. آن هشت حلقه انگشتر را در فروردین ۱۳۱۸ برای هدیه دادن به مناسبت ازدواج ولیعهد با فوزیه به مصر برده بودند. یک گوشواره هم در دربار موجود بوده و اشتباهاً به خزانه بانک ملی انتقال نیافته، ۵۴ دانه مروارید هم مشخص شده که اول به شکل تسبیح بوده و بعد به شکل گردنبد درآورده بودند، جز چند دانه آن که در مورد آن چند دانه تحقیقات جریان دارد. در مقابل، ۲۴۰ قیراط الماس و مقداری پلاتین که رضا شاه برای ساخت زینت‌الات در عروسی ولیعهد از پول خود خریداری کرده و همچنین جواهرات و اشیای طلا یا جواهرنشانی که رضا شاه از سلاطین یا دیگران هدیه گرفته بوده، به خزانه دولت داده بوده و در بانک ملی موجود است. 

## 'قهرمان لیره'
دوران وزارت نفیسی، دوره‌ای پر سروصدا بود. او به سبب بالا رفتن بهای ارز و اینکه نرخ لیره استرلینگ تا شانزده تومان بالا رفت، زیر فشار قرار گرفت  تا جایی که بعدها از او با عنوان «قهرمان لیره و عامل مخرب اقتصادیات ایران» یاد شد که در دوران وزارتش «قریب سیصد میلیون تومان عایدات نفت غارت شد». انتقاد دیگر از او این بود که مشاغل مهم وزارت دارایى را بین اقوام خود تقسیم كرد. گفته شده بسیاری که در بانکها اندوخته داشتند، از جمله شاه در این دوره ضرر کردند. مدت وزارت دارایى‌ نفیسی زیاد طولانى نشد و فروغی در اسفند ماه پیش از آنکه خودش از نخست‌وزیری کناره بگیرد، نفیسی را از وزارت دارایی کنار گذاشت. 
نفیسی بعدها مدتى وزیرپیشه و هنر و كار بود تا اینکه در دولت قوام‌‏السلطنه به ریاست سازمان برنامه رسید و برنامه هفت ساله‌‏اى براى ایران تنظیم کرد. ریاست یک ساله او بر این سازمان نیز انتقاد برانگیز شد. او حدود ۱۷۵۰ کارمند با حقوق‌هاى گزاف استخدام کرد که نارضایتی‌ زیادى میان سایر کارمندان دولت ایجاد کرد و سبب شد کمیسیون برنامه مجلس شوراى ملى شمار این کارمندان را به ۲۵۰ نفر کاهش دهد.
در سال ۱۳۳۶ نفیسی دوباره رئیس شركت بیمه ایران شد. این بار نیز در اثر خرید زمین براى این شركت سروصداى زیادى برخاست. بناى هتل شاه عباس كبیر در اصفهان در دوران ریاست نفیسی بر شرکت بیمه ایران انجام گرفت و پرونده‏اى در مورد تشكیل شد. نفیسی مدتی نیز روزنامه پند را منتشر كرد. 